# Et le ciel s'assombrit
Pour plus de détails, voir Fiche technique et Distribution.
Et le ciel s'assombrit (Skyggen i mit øje, litt. « L'ombre dans mes yeux ») est un film danois écrit, co-produit et réalisé par Ole Bornedal, sorti en 2021.
Le film évoque un fait réel : le bombardement du Shellhus mené par la Royal Air Force en 1945, pendant lequel l'un des avions s'est écrasé sur l'école catholique, l'institut Jeanne d'Arc, dans le quartier de Frederiksberg, à Copenhague, y mettant le feu. Plusieurs bombardiers de la deuxième et de la troisième vague, voyant le panache de fumée, ont alors attaqué l'école en la confondant avec leur cible, les pilotes supposant que la fumée résultait de l'assaut de la première vague,. Cette erreur a tué 86 enfants et 16 adultes, et blessé 67 enfants et 35 adultes.

## Synopsis

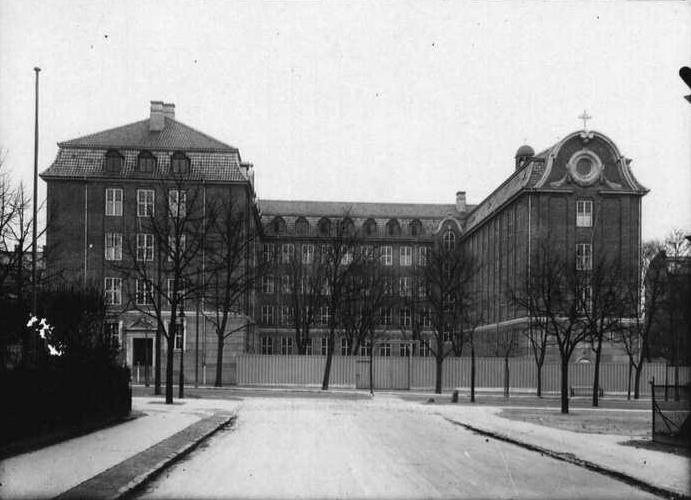
L'institut Jeanne d'Arc, photographié en 1924.

À la fin de la Seconde Guerre mondiale, au matin du 21 mars 1945, à Copenhague, Rigmor, Eva et Henry partent pour l'école, l'institut catholique Jeanne d'Arc, du quartier de Frederiksberg, établissement tenu par des religieuses. Au même moment, au-dessus de la mer du Nord, les pilotes britanniques de la Royal Air Force sont prêts à accomplir leur mission appelée « Opération Carthage » pour apporter un soutien à la Résistance danoise. La cible est Shellhus sur Kampmannsgade dans le centre-ville, bâtiment qui abrite la Gestapo, et où sont emprisonnés 26 prisonniers danois. L'un des de Havilland DH.98 Mosquito de la première des trois vagues heurte un grand lampadaire et s'écrase dans un garage près de l'école. En raison de la fumée de cet incendie qui leur fait supposer qu'il a été provoqué par la première vague, les pilotes de deux des Mosquito de la deuxième vague croient que c'est la bonne cible et larguent leurs bombes sur l'école. Les parents d'élèves du quartier et les passants se précipitent alors au secours des victimes.

## Fiche technique
Sauf indication contraire, les informations mentionnées dans cette section peuvent être confirmées par la base de données cinématographiques IMDb,  présente dans la section « Liens externes ».
- Titre original : Skyggen i mit øje
- Titre international : The Shadow in My Eye
- Titre français : Et le ciel s'assombrit
- Réalisation et scénario : Ole Bornedal
- Musique : Marco Beltrami, Buck Sanders et Ceiri Torjussen
- Direction artistique : Milena Koubkova
- Décors : Sabine Hviid
- Costumes : Sofie Rage Larsen et Manon Rasmussen
- Photographie : Lasse Frank Johannessen
- Montage : Anders Villadsen
- Production : Jonas Allen et Peter Bose
- Production déléguée : Cloé Garbay et Bastien Sirodot
- Coproduction : Ole Bornedal
- Société de production : Miso Film
- Sociétés de distribution : SF Studios (Danemark) ; Netflix (monde)
- Pays de production :  Danemark
- Langues originales : danois ; allemand, anglais, français
- Format : couleur
- Genres : drame historique ; guerre
- Durée : 107 minutes
- Dates de sortie :
  - Danemark : 28 octobre 2021
  - Monde : 9 mars 2022 (Netflix)

## Distribution
Sauf indication contraire ou complémentaire, les informations mentionnées dans cette section peuvent être confirmées par la base de données Misofilm
- Bertram Bisgaard : Henry
- Ester Birch : Rigmor
- Ella Nilsson : Eva
- Fanny Bornedal : Teresa, la novice
- Alex Høgh Andersen : Frederik, le HIPO-korpset
- Danica Curcic : la mère de Rigmor
- Mads Riisom : le père de Rigmor
- Susse Wold : la prieure
- Alban Lendorf : Peter
- James Tarpey : Andy
- Malena Lucia Lodahl : Greta
- Inge Sofie Skovbo (VF : Frédérique Cantrel) : sœur Hanna
- Malene Beltoft Olsen : la mère d'Eva
- Joen Højerslev : le détenu
- Jens Sætter-Lassen : le détenu
- Kristian Ibler : le père d'Eva
- Mathias Flint : le bourreau
- Maria Rossing : la mère d'Henry
- Patricia Schumann : la directrice
- Casper Kjær Jensen : Svend Nielsen
- Nicklas Søderberg Lundstrøm : Truelsen
- Rikke Louise Andersson : la mère de Frederik
- Caspar Phillipson : Embry
- Malthe Miehe-Renard : le médecin ambulancier
- Ida Procter : Jenny
- Morten Suurballe : le médecin

Version française
Studio de doublage : Deluxe Media Paris
Direction artistique : Hervé Icovic
Adaptation : Brigitte Hansen

## Production

### Tournage
Le tournage commence en automne 2019, à Prague, en Tchéquie, pour 7 semaines.

### Musique
La musique du film est composée par Marco Beltrami, Buck Sanders et Ceiri Torjussen, dont la bande originale est sortie par MovieScore Media, le 29 octobre 2021. C’est la troisième collaboration entre Marco Beltrami et le réalisateur Ole Bornedal.
Liste des pistes
1. Henry's Piano (2:35)
2. Opening (2:38)
3. Teresa (2:45)
4. The Bakery (3:24)
5. Classmates (2:59)
6. The Classroom (2:59)
7. Briefing Room (3:40)
8. Prisoners (2:48)
9. In Class (1:56)
10. Fatal Nun (3:09)
11. RAF Attack, Pt. 1 (4:53)
12. RAF Attack, Pt. 2 (3:15)
13. RAF Attack, Pt. 3 (3:07)
14. The Bombing, Pt. 1 (3:03)
15. The Bombing, Pt. 2 (3:28)
16. Bodies (2:35)
17. Henry's Voice (1:36)
18. Crawl (3:32)
19. Trapped (2:15)
20. Frederick and the Pump (2:42)
21. Names (2:58)
22. Final Run (2:47)

## Accueil

### Sorties
Le film sort le 28 octobre 2021 au Danemark, avant d'être diffusé à partir du 9 mars 2022 sur Netflix.

### Scène coupée
Le 21 novembre 2021, on annonce que la production Miso Film modifierait le film. Elle supprimerait une scène, lors de laquelle un pilote britannique mitraille une voiture civile sous les yeux d'Henry. La famille de ce pilote ainsi présenté fictivement comme un criminel de guerre a souhaité cette modification. D'après le réalisateur Peter Schepeler, c'est le seul film qui a été modifié après sa sortie au Danemark.

## Distinctions

### Récompenses
- Robert prisen 2022[9] :
  - Meilleurs maquillages pour Elisabeth Bukkehave
  - Meilleurs effets visuels pour Mikael Windelin, Nikolas d'Andrade et Seb Caudron
  - Meilleur film
  - Meilleur scénario original pour Ole Bornedal
  - Meilleurs décors pour Sabine Hviid

### Nominations
- Bodilprisen 2022[9] :
  - Meilleur acteur pour Alex Høgh Andersen
  - Meilleur acteur pour Bertram Bisgaard
  - Meilleure actrice dans un second rôle pour Ester Birch
- Robert prisen 2022[9] :
  - Meilleur acteur dans un second rôle pour Alex Høgh Andersen
  - Meilleure photographie pour Lasse Frank
  - Meilleur montage pour Anders Villadsen
  - Meilleure actrice dans un second rôle pour Fanny Bornedal
  - Meilleurs costumes pour Manon Rasmussen
  - Meilleur son pour Nino Jacobsen